# 列治文 (緬因州普查規定居民點)
列治文（英語：Richmond）是位於美國緬因州薩加達霍克縣的一個普查規定居民點。

## 人口
根據2020年美國人口普查的數據，列治文的面積為18.69平方千米，當中陸地面積為18.46平方千米，而水域面積為0.23平方千米。當地共有人口1810人，而人口密度為每平方千米96.84人。